# دستگاه‌های هدایت پرواز

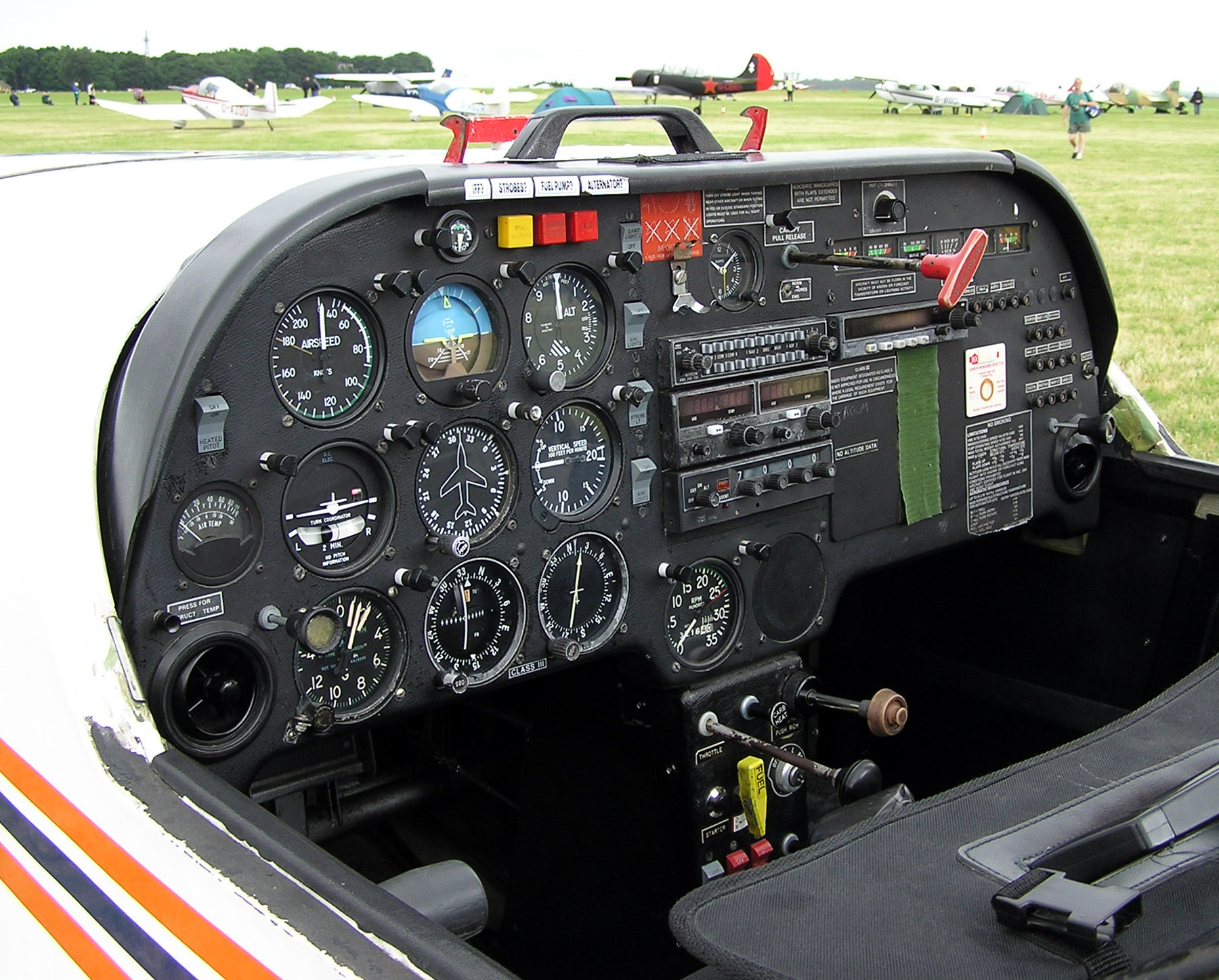
کابین خلبان هواپیمای سبک اسلینگسبی T-۶۷ کرم شب تاب دو نفره. دستگاه‌های هدایت پرواز در سمت چپ پانل ابزار قابل مشاهده می‌باشند.

دستگاه‌های هدایت پرواز ابزارهایی در کابین خلبان یک هواپیما است که با اطلاعاتی که دربارهٔ وضعیت پرواز هواپیما مانند ارتفاع، سرعت و جهت پرواز را امکان پذیر می‌کند. این ابزارها در شرایط دید ضعیف مانند پرواز در هوای ابری که این اطلاعات با چشم قابل ارزیابی نیست نقش اساسی ایفا می‌کنند.
این اصطلاح بعضاً با تسامح به عنوان مترادفی برای واژه کلی تر ابزار کابین استفاده می‌شود که می‌تواند شامل وسایل موتور و تجهیزات ناوبری و مخابرات هم بشود.

## دستگاه‌های پرواز

### ارتفاع سنج
ارتفاع سنج ارتفاع هواپیما را نسبت به سطح دریا با استفاده از اختلاف فشار بین پشتهٔ کپسول خشک داخل ارتفاع سنج و فشار هوای محیط که از سامانهٔ ساکن به دست می‌آید نشان می‌دهد.

### شاخص نگرش
شاخص نگرش (به عنوان یک افق مصنوعی هم شناخته می‌شود) ارتباط هواپیما به افق را نشان می‌دهد. با این شاخص خلبان می‌تواند بفهمد که آیا بال‌های هواپیما در یک سطح هستند یا نه و این که بینی هواپیما زیر سطح افق است یا بالای آن. این یک ابزار اولیه برای پرواز است و در شرایط دید ضعیف هم مفید است.

### قطب نمای مغناطیسی
وسیله‌ای برای تعیین جهت مؤلفۀ افقی میدان مغناطیسی زمین. متشکل از عقربه‌ای مغناطیسی است که قطب شمال‌یاب آن مشخص شده است و آن را چنان روی محور نصب می‌کنند که در صفحه‌ای موازی با سطح زمین، روی دایره‌ای افقی، آزادانه به چرخش در‌آید. این عقربه در راستای خطوط نیروی میدان مغناطیسی زمین قرار می‌گیرد و جهت‌گیری آن به‌گونه‌ای است که قطب شمال‌یاب آن قطب شمال مغناطیسی زمین را نشان می‌دهد. (← قطب‌نما). گردشگران، دریانوردان، و کسانی که به سیر و سفر می‌پردازند، برای تعیین مسیر و جهت حرکتشان از قطب‌نمای مغناطیسی استفاده می‌کنند، اما قطب شمال حقیقی یا قطب شمال جغرافیایی اندکی با قطب شمال مغناطیسی تفاوت دارد و بنابراین، اطلاعاتی را که از این قطب‌نما به‌دست می‌آید باید با جدول تصحیحات مغناطیسی یا اطلاعاتی که در نقشه‌های محلی علامت‌گذاری شده‌اند، اصلاح کرد. همچنین، برای بررسی جهت میدان مغناطیسی در اطراف سیمی که حامل جریان است، از قطب‌نمای مغناطیسی استفاده می‌کنند.